# Aphaenogaster ionia
Aphaenogaster ionia är en myrart som beskrevs av Santschi 1933. Aphaenogaster ionia ingår i släktet Aphaenogaster och familjen myror. Inga underarter finns listade i Catalogue of Life.